# Alexander Jewgenjewitsch Dowbnja
Alexander Jewgenjewitsch Dowbnja (russisch Александр Евгеньевич Довбня; * 14. Februar 1996 in Moskau) ist ein russischer Fußballspieler.

## Karriere

### Verein
Dowbnja begann seine Karriere bei Lokomotive Moskau, wo er aber den Sprung in den Profikader nie schaffte. Im August 2016 wechselte er nach Zypern zu Ethnikos Achnas. Im September 2016 gab er dann sein Debüt in der First Division. In der Saison 2016/17 kam er zu 21 Einsätzen für Ethnikos. Nach weiteren 19 Einsätzen in der Saison 2017/18 wechselte er während der laufenden Spielzeit im Januar 2018 zum Ligakonkurrenten Paphos FC. Für Paphos spielte er bis Saisonende siebenmal. In der Saison 2019/20 kam er zu 16 Einsätzen.
Zur Saison 2019/20 kehrte Dowbnja nach Russland zurück und schloss sich Arsenal Tula an. Für Arsenal kam er bis zur Winterpause aber nie zum Einsatz. Daraufhin wurde er im Januar 2020 an den Zweitligisten Rotor Wolgograd verliehen. Für Rotor spielte er einmal in der Perwenstwo FNL, ehe die Zweitligaspielzeit COVID-bedingt abgebrochen wurde. Daraufhin kehrte der Verteidiger wieder nach Tula zurück, wo er bis Saisonende fünfmal in der Premjer-Liga spielte. In der Saison 2020/21 kam er zu 13 Einsätzen.
Nach zwei Einsätzen bis zur Winterpause 2021/22 wechselte Dowbnja im Februar 2022 nach Kasachstan zum FK Qysyl-Schar SK. Für Qysyl-Schar kam er zweimal in der Premjer-Liga zum Zug, ehe er den Klub bereits im Juli 2022 wieder verließ. Im September 2022 kehrte er wieder nach Russland zurück und wechselte zum Amateurklub Amkal Moskau.

### Nationalmannschaft
Dowbnja spielte zwischen 2011 und 2018 17 Mal für russische Jugendnationalteams. Mit der U-17-Auswahl nahm er 2013 an der EM teil. Mit Russland wurde er Europameister, Dowbnja kam während des Turniers aber nie zum Einsatz.